# Radical d'un entier
Pour les articles homonymes, voir Radical.
En arithmétique, le radical d'un entier n strictement positif est le produit des nombres premiers qui divisent n :
{\displaystyle \displaystyle \mathrm {rad} (n)=\prod _{p\mid n \atop p{\text{ premier}}}p~.}

## Exemples
- La suite A007947 de l'OEIS des radicaux des entiers strictement positifs commence parrad(1) = 1, rad(2) = 2, rad(3) = 3, rad(4) = 2, rad(5) = 5, rad(6) = 6, rad(7) = 7, rad(8) = 2, rad(9) = 3, rad(10) = 10.
- rad(504) = rad(23 × 32 × 7) = 2 × 3 × 7 = 42.

## Propriétés
- La fonction rad est multiplicative, mais non complètement multiplicative.
- Le radical de tout entier n > 0 est le plus grand diviseur de n sans facteur carré.
- Dans l'anneau des entiers relatifs, le radical de l'idéal engendré par n est l'idéal engendré par le radical de n.
- Les éléments nilpotents de ℤ/nℤ sont les multiples de rad(n).
- Une des utilisations les plus frappantes de la notion de radical est la conjecture abc.